# IEEE综览
《IEEE综览》（英語：IEEE Spectrum）是电气电子工程师学会（IEEE）发行的一个杂志。电气电子工程师学会对它的描述是：
IEEE Spectrum是IEEE的旗舰杂志和网站，IEEE是世界上最大的致力于工程和应用科学的专业组织。我们的宗旨是让超过40万会员了解技术、工程和科学的主要趋势和发展。我们的博客、播客、新闻和专题故事、视频和交互式信息图，以独家的对新理念的清晰诠释和发展的细节，吸引我们的访问者。